# Дональд I (король Стратклайда)
Дональд I (гэльск. Domhnall, валл. Dyfnwal, англ. Donald, ум. 908/916) — король Стратклайда с 889?

## Биография
Согласно Гвентианской Хронике, в 890 году, мужчины Стратклайда, которые не объединились с саксами, были обязаны покинуть свою страну и отправиться в Гвинед, когда там правил Анарауд.
Он известен только из «Хроники королей Альбы», которая во время правления короля Альбы Константина II говорит о смерти «короля бриттов Дональда». Это могло произойти в период между 908 и 916 годами. Скорее всего, он был родственником короля Эохейда.